# 切蒂斯格尔邦首席部长列表
切蒂斯格尔邦首席部长是印度中部的切蒂斯格尔邦的政府首脑。根据《印度宪法》，切蒂斯格尔邦总督在名义上是该邦的元首，实际上由首席部长掌控行政权。切蒂斯格尔邦立法议会举行选举之后，总督通常会邀请在议会中拥有多数议席的政党组成邦政府，并从中委任一名首席部长。首席部长的任期为最长五年，并且可以寻求连任，并不设有任何限制。
自从切蒂斯格尔邦于2000年从中央邦以部落为主的南部地区划分出来，迄今有两人担任过该邦的首席部长。首任首席部长是持有印度国民大会党党籍的阿吉特·乔吉，他从2000年到2003年任职。现任首席部长是印度国民大会党党籍的布佩什·巴格尔，从2018年12月开始任职。

## 列表
| 任数 | 首席部长姓名  | 任期           | 任期           | 党籍           | 党籍 | 任职时间 |
| ---- | ------------- | -------------- | -------------- | -------------- | ---- | -------- |
| 1    | 阿吉特·乔吉   | 2000年11月1日  | 2003年12月7日  | 印度国民大会党 |      | 3年36天  |
| 2    | 拉曼·辛格     | 2003年12月7日  | 2018年12月17日 | 印度人民党     |      | 15年10天 |
| 3    | 布佩什·巴格尔 | 2018年12月17日 | 现任           | 印度国民大会党 |      | 6年87天  |